# Blinx: The Time Sweeper
Blinx: The Time Sweeper é um jogo de plataforma de 2002 desenvolvido pela Artoon e publicado pela Microsoft Game Studios para Xbox . Anunciado como "O primeiro jogo de ação 4-D do mundo", o jogo se concentra no personagem titular, um gato antropomórfico chamado Blinx, que tem a missão de impedir o fim do mundo B1Q64 e resgatar sua princesa da malvada Gangue Tom-Tom. . Blinx está equipado com o aspirador de pó TS-1000, com o qual ele pode exercer controle sobre o próprio tempo por meio de cinco "controles de tempo" exclusivos: desacelerar o tempo, acelerar o tempo, registrar um momento no tempo, reverter o tempo e parar o tempo completamente. Uma sequência, Blinx 2: Masters of Time and Space, foi lançada em 2004.

## Jogabilidade
Blinx: The Time Sweeper é um jogo de plataforma de ação, com o jogador controlando o personagem titular de Blinx. O jogador é inicialmente equipado com o Aspirador de Pó TS-1000, que é capaz de varrer partes do ambiente (chamado de lixo no jogo), cristais de ouro, medalhas de gato e cristais do tempo, eles também são capazes de atirar no lixo coletado. O jogador pode comprar aspiradores melhores com o ouro coletado para varrer objetos maiores. Ao coletar pelo menos três cristais do mesmo tempo em seu inventário, o jogador ganha um controle de tempo relacionado aos cristais coletados, recebendo dois se quatro iguais forem coletados. O jogador também pode receber até três tentativas coletando corações vermelhos da mesma maneira. Usando controles de tempo, o jogador é capaz de afetar o nível de uma das cinco maneiras: tempo de reversão (REW), tempo de aceleração (FF), tempo de desaceleração (SLOW), tempo de pausa (PAUSE) e gravação de seus movimentos por um  período de tempo para criar um clone de si mesmo (REC), os controles de tempo não afetam o jogador, permitindo-lhe manobrar pelo palco enquanto o controle está sendo usado. Se o jogador for derrotado e tentar novamente, ocorre um processo semelhante ao controle de tempo REW, embora o jogador também seja revertido para um estado anterior antes de ser derrotado. Cada fase deve ser concluída dentro de um cronômetro de 10 minutos, derrotando todos os inimigos em uma fase e entrando no portão do gol.

## Trama
Quando uma gangue de porcos malvados conhecida como gangue tom-tom começa a roubar tempo do mundo b1q64, ele se torna temporalmente instável a ponto de os varredores do tempo decidirem que é mais seguro para todos os mundos se o fornecimento de tempo ao mundo b1q64 for interrompido,  suspendendo-o e aos seus habitantes indefinidamente.  Quando Blinx recebe uma mensagem de uma jovem princesa, presa no mundo condenado, Blinx segue para a sala onde está guardado o portal que leva ao mundo B1Q64. Embora o resto do tempo o pessoal da fábrica seja contra, o blinx mergulha no portal momentos antes de fechar. Ele então viaja para várias partes do mundo, lutando contra os monstros do tempo e recuperando os cristais resultantes em uma tentativa desesperada de salvar o mundo b1q64.
Depois de uma longa jornada, ele consegue alcançar os tom-toms e a princesa em Momentopolis. Ele os segue em direção ao estádio, que é cercado por um grande número de cristais do tempo. De repente, uma luz surge no centro da plataforma do estádio, fazendo com que a turma do tom-tom e a princesa congelem e circulem a luz, junto com o resto dos cristais do tempo. A combinação de cristais do tempo, princesa e tom-toms cria o monstro do tempo final, o Chronohorn, que também pode usar controles de tempo. Antes que Blinx possa combatê-lo, o Chronohorn retrocede no tempo e força Blinx a lutar contra quatro chefes anteriores (todos versões melhoradas daqueles que os jogadores lutam nas rodadas 1, 2, 3 e 5). Depois de derrotar todos eles novamente, ele luta contra o Chronohorn, vence e salva a princesa adormecida enquanto deixa os Tom-Toms escaparem.
Com o fim dos Tom-Toms e o tempo começando a fluir no mundo B1Q64 novamente, Blinx está satisfeito porque sua missão foi concluída. Quando a princesa Lena acorda no banco em que foi colocada, Blinx relutantemente se despede e vai embora. A princesa tenta segui-lo, mas ele pula em um portal e acaba voltando para a Fábrica do Tempo, sendo recebido com aplausos dos outros Varredores do Tempo. Um anúncio do Computador Mãe explica que o Mundo B1Q64 não será isolado da Fábrica do Tempo, e Blinx é parabenizado pelo CEO, pela Operadora e pelo Terceiro Administrador da Fábrica do Tempo.  Após a rolagem dos créditos, o jogador vê uma mensagem escrita pela princesa (seu nome verdadeiro, Princesa Lena, é revelado neste momento). A mensagem diz que Lena está com os cristais do tempo que Blinx coletou e que ela os usará para a coisa mais importante de todas.  Usando os cristais do tempo, ela volta no tempo para quando Blinx está prestes a partir.  Antes que ele entre no portal novamente, ela acorda, dá um abraço em Blinx e agradece.

## Desenvolvimento
Em 21 de fevereiro de 2002, o Xbox foi lançado no Japão. A Microsoft, com o objetivo de se firmar no mercado, começou a fazer parceria com desenvolvedores japoneses para criar jogos que atraíssem os jogadores japoneses. Uma das empresas que eles abordariam seria a Artoon, fundada três anos antes, em 1999, pelo designer de Sonic the Hedgehog oNaoto Ohshima, ao lado de vários desenvolvedores da Sega. A equipe adorou a ideia de um gato que pudesse controlar o tempo, especialmente em combinação com o poder de processamento do Xbox, e formou uma parceria entre eles e a Microsoft Game Studios, da Microsoft, com sede nos EUA, para trabalhar na ideia.
O desenvolvimento do Blinx começou sob o codinome Pelon, progredindo rapidamente à medida que as duas equipes se comunicavam. Ed Fries, na época vice-presidente de publicação da Microsoft e produtor executivo do Blinx, afirmaria mais tarde que o jogo era "o jogo mais promissor que [eles] estavam desenvolvendo" para o Japão, e que o foco estava mais em como o jogo jogava, em vez da criação de um mascote para o Xbox. A ideia do personagem titular Blinx servir como mascote surgiu mais tarde no desenvolvimento, à medida que o jogo tomava forma, chegando a ser sugerida ao CEO da Microsoft, Bill Gates. No entanto, a equipe rapidamente reorientaria o conceito do mascote como sendo apenas para o Japão. A Microsoft e os desenvolvedores do jogo alegariam que a principal mecânica de tempo do jogo só era possível no Xbox, afirmando que o grande disco rígido interno do console era necessário para que tal jogo funcionasse. A trilha sonora do jogo foi composta por Mariko Nanba e Keiichi Sugiyama, creditados como WaveMaster Inc., uma subsidiária da Sega.

## Recepção e legado
Blinx: The Time Sweeper recebeu críticas "mistas ou médias", de acordo com o agregador de críticas Metacritic. GameSpy colocou o jogo em 6º lugar na categoria "Jogos mais superestimados de todos os tempos" em 2004. Embora os gráficos tenham sido geralmente elogiados, a execução do jogo, nomeadamente o método de controlo, foi considerada como tendo resultado num jogo demasiado difícil. Em termos de vendas, em 2003, 156.000 cópias foram vendidas. Em 2003, Blinx também entrou na linha Platinum Hits com pequenas atualizações de jogabilidade que visavam reduzir a dificuldade do jogo (como parte do Platinum Family Hits para todas as idades).
O editor do GameSpot, Greg Kasavin, deu uma pontuação de 6,3 em 10, observando que os jogadores têm uma sensação de alívio ao completar um nível, em vez de prazer ou satisfação. Foi vice-campeão no prêmio anual "Most Disappointing Game on Xbox" da GameSpot, que foi para ToeJam & Earl II. Electronic Gaming Monthly deu 7,5/5,5/8: o segundo revisor achou o jogo tedioso e repetitivo, mas o terceiro acreditou que "questões à parte, o estilo único e a mecânica de jogo fazem com que [ele] se destaque". No Japão, Famitsu deu uma pontuação de 31 em 40.
GameSpy sugeriu que o Blinx fosse proposto como um possível mascote para o sistema Xbox, rivalizando com o Mario da Nintendo, o Sonic the hedgehog da Sega, e já que o personagem principal de Halo: Combat Evolved (Master Chief) era considerado muito violento (e também sem identidade por trás de um viseira), os funcionários queriam um "rosto amigável e peludo" para liderar as vendas entre a clientela mais jovem.  Devido à impopularidade do jogo, ele nunca atingiu o objetivo sugerido e Master Chief é visto não oficialmente como o mascote, embora Blinx tenha sido proposto como mascote do Xbox no Japão.

## Ligações Externas
- Blinx: The Time Sweeper no MobyGames
- Blinx: The Time Sweeper na Microsoft Store Brasileira